# Dr. M schlägt zu
Dr. M schlägt zu är en spansk-västtysk film från 1972. Den är regisserad av Jess Franco och anspelar på filmerna om Dr. Mabuse.

## Rollista (urval)
- Fred Williams - Inspektor Thomas
- Jack Taylor - Farkas/ Mabuse
- Ewa Strömberg - Jenny (som Ewa Stroemberg)
- Siegfried Lowitz - Dr. Orloff